# Bazilika Svete hiše, Loreto
Bazilika Svete hiše (italijansko Basilica della Santa Casa) je marijansko svetišče v Loretu v deželi Marke v Italiji. Bazilika je znana po tem, da je hiša, v kateri je po mnenju nekaterih katoličanov živela Blažena Devica Marija. Pobožne legende trdijo, da so isto hišo prinesla angelska bitja iz Nazareta v Trsat (na Hrvaškem), nato v Recanati, preden so prispeli na sedanje mesto.
Bazilika je znana tudi po tem, da je znana tudi po podobi Marije z otrokom - Loretska Mati Božja. Papež Benedikt XV. je 24. marca 1920 označil versko podobo za zavetnico letalskih potnikov in ugodnih potovanj. Papež Pij XI. je 5. septembra 1922 podelil kanonično kronanje častiti podobi iz libanonske cedre, ki je nadomestila prvotno marijansko podobo, pogorelo v ognju. 23. februarja 1921.

## Cerkev
Bazilika, ki vsebuje Sveto hišo, je poznogotska stavba, zgrajena od leta 1468 in so gradnjo nadaljevali Giuliano da Maiano, Giuliano da Sangallo in Donato Bramante. Dolga je 93 metrov, široka 60 metrov, visok pa 75,6 metra.
Pročelje cerkve je bilo postavljeno pod Sikstom V., ki je leta 1586 utrdil Loreto in mu podelil mestne privilegije; njegov ogromen kip stoji na parvisu, nad sprednjimi stopnicami, tretjina poti v levo ob vstopu. Nad glavnimi vrati je bronast kip Device z otrokom v naravni velikosti avtorja Girolama Lombarda; tri vrhunska bronasta vrata, ki so jih izdelali konec 16. stoletja pod vladavino Pavla V. (1605–1621), so tudi Lombardova (1506–1590), njegovih sinov in njegovih učencev, med njimi Tiburzio Vergelli (1551–1609), ki je v notranjosti izdelal tudi fin bronast krstilnik. Vrata in viseče svetilke so delo istih umetnikov.
Bogato okrašen zvonik (1750 do 1754) Luigija Vanvitellija je zelo visok; glavni zvon, ki ga je leta 1516 posvetil papež Leon X., tehta 11 ton.
Notranjost cerkve ima mozaike Domenichina in Guida Renija ter druga umetniška dela, vključno s kipi Raffaella da Montelupa. V zakristijah na vsaki strani desnega transepta so freske, na desni Melozzo da Forlìja, na levi Luca Signorellija in v obeh je nekaj lepih intarzij; bazilika kot celota je torej skupno delo generacij arhitektov in umetnikov.

## Sveta hiša
Glavna znamenitost Loreta je sama Sveta hiša (v italijanščini Santa Casa di Loreto). Vsaj od 14. stoletja je katoliška romarska destinacija in tudi priljubljena turistična destinacija.

### "Hiša"
Sama "hiša" je sestavljena iz treh kamnitih zidov.[6] Gre za navadno kamnito konstrukcijo, z vrati na severni strani in oknom na zahodu. Meri 9 x 4 m (natančno 9,52 m krat 4,10 m) in je 4,30 m visoka.

### Črna Marija – Loretska Mati Božja
Nad oltarjem je niša, ki vsebuje 33 centimetrov visoko podobo Device in otroka, bogato okrašeno z dragulji. Kip je bil naročen, potem ko je požar v Santa Casa leta 1921 uničil originalno Madonno, leta 1922 pa ga je papež Pij XI. podelil s kanonično kronanje.
Legenda pripisuje originalni kip iz oljčnega lesa svetemu Luki, vendar slog nakazuje, da je bil ustvarjen v 15. stoletju. Prvotni kip, ki sega v 1400-ta leta, je bila podoba Črne Madone z Detetom Kristusom, oba pa sta bila od 16. stoletja prekrita s plaščem z dragulji ali dalmatiko.
Kip so leta 1797 ukradle napoleonove čete in ga odpeljale v Pariz. Vrnjena je bila s Tolentinjsko pogodbo in končala v Rimu, od koder je podoba kot romarska Madona prispela v Loreto 9. decembra 1801. Med odsotnostjo originalnega kipa iz Svete hiše je bila v nišo postavljena kopija iz topolovega lesa in ostaja edina kopija, ki so jo častili v Sveti hiši. Ta izvod je zdaj shranjen v Chiesa della Buona Morte v Cannari.
Leta 1921 je v Sveti hiši izbruhnil požar, ki je skulpturo sežgal. Po naročilu papeža Pija XI. je bila takoj izklesana nova podoba, podobna izvirniku, z uporabo lesa libanonske cedre iz vatikanskih vrtov. Modeliral ga je Enrico Quattrini, izvedel in poslikal pa Leopoldo Celani. Leta 1922 je bil kip okronan v baziliki sv. Petra v Vatikanu in slovesno prepeljan v Loreto.
V mestu Treia obstaja lokalna tradicija, da je bil originalni kip Loretske Matere Božje skrit in zamenjan s kopijo, preden so Napoleonove čete izropale baziliko. Ko je bila kopija vrnjena v Loreto, do zamenjave z originalnim kipom nikoli ni prišlo. Tako je bila kopija uničena v požaru. Prvotni kip je bil skrit v samostanu, nato pa so ga redovnice Visitandine odnesle v Treio, kjer je zapisan v cerkvi Santa Chiara. Podobno kot Sveta hiša je povezana s čudeži.

### Izklesan marmorni zaslon
Okoli hiše je visok marmorni zaslon, ki ga je zasnoval Bramante in so ga izdelali pod papeži Leonom X., Klementom VII. in Pavlom III. Manjši del te skulpture je delo Andrea Sansovine, večji del pa so izvedli Raffaello da Montelupo, Tribolo in drugi njegovi pomočniki in učenci. Štiri strani predstavljajo Oznanjenje, Rojstvo, Prihod Svete hiše v Loreto in Rojstvo Device Marije.

## Dvorana zakladnice =
Dvorana zakladnice je iz začetka 17. stoletja. Vsebuje votivne daritve, liturgične predmete in oblačila. Freske na obokanem stropu so izvrstni primeri poznega rimskega manierizma in jih je v letih 1605-1610 ustvaril Cristoforo Roncalli, znan kot Pomarancio. Apsida je okrašena z nemškimi freskami iz 19. stoletja.

## Tradicionalni zapis
Razvile so se poznosrednjeveške verske tradicije, ki kažejo, da je bila to hiša, v kateri je živela Sveta družina (Marija, Jožef in Jezus), medtem ko je bila v Judeji na začetku 1. stoletja našega štetja. Po tej pripovedi je to nazaretska hiša, v kateri se je Marija rodila in odraščala, prejela oznanjenje, spočeta Jezusa po Svetem Duhu in živela v Kristusovem otroštvu. Po Jezusovem vnebohodu so hišo preuredili v cerkev, kjer so apostoli postavili oltar, na katerem je sveti Peter obhajal prvo evharistijo po vstajenju, pri čemer je bil »oltar apostolov« v »hiši« častit kot pristni.
Tik pred dokončnim izgonom krščanskih križarjev iz Svete dežele, da bi jo zaščitili pred muslimanskimi vojaki, so hišo čudežno prenesli angeli in jo leta 1291 sprva odložili na hrib Tersatto (danes Trsat, predmestje Reke na Hrvaškem), kjer so videz Device Marije in številna čudežna ozdravljenja pričala o njeni svetosti. Čudežni prenos hiše naj bi potrdile preiskave, ki so jih v Nazaretu opravili glasniki dalmatinskega guvernerja.
Ker so bili romarji plen razbojnikov, so jo leta 1294 angeli spet prenesli čez Jadransko morje v gozdove blizu Ancone (čeprav ni jasno, zakaj se je to zgodilo); iz teh gozdov (latinsko lauretum, ital. Colle dei Lauri ali po imenu lastnice Laurete) je kapela dobila ime, ki ga še vedno ohranja (lat. sacellum gloriosæ Virginis in Laureto). Hiša, zaradi katere je nastal naslov Loretska Mati Božja, velja za Devičino.
Nato so jo leta 1295 odstranili na hrib blizu Recanatija, vendar je bila preblizu morja in zato izpostavljen nevarnosti turških napadov, po osmih mesecih pa na kilometer oddaljen hrib Monte Prodo blizu Loreta. Tu sta si dva grofa prizadevala pridobiti lastništvo nad zemljo, da bi imela koristi od romanj. Leta 1296 je bila Sveta hiša že petič premaknjena ob cesto, ki vodi od Recanatija do Porto Recanatija in zato ne na zasebno posest.

## Zgodovinskost
Oblast v Loretu je povzela polemiko o čudežnem poletu Svete hiše tako, da je zapisala, da je pritegnila »posmeh ene polovice sveta in predanost druge«. 

### Argumenti za
Analiza italijanskih arheologov in arhitektov je prišla do zaključka, da je Sveta hiša:
- zgrajena iz dveh vrst apnenca, ki ga najdemo v Nazaretu, ne pa v Loretu in Markah
- da je malta med kamni značilna za Palestino iz 1. stoletja, ne pa za Italijo
- da so grafiti na stenah podobni in sodobni tistim, odkritim v baziliki Marijinega oznanjenja v Nazaretu.
- »hiša« je brez temeljev, stoji neposredno na prašnem terenu, ki ni očiščen in vsebuje polžje lupine, želod in posušen oreh in celo stoji na vrhu trnastega grma.
- "hiša" s tremi stenami ustreza meritvam temeljev, izkopanih pred baziliko v Nazaretu, in tisti "manjkajoči" zid ustreza bazilikinemu.
- Sveta hiša je delno postavljena na javni cesti, ki povezuje Recanati s Porto Recanati, zaradi njenega videza so magistri Recanati prisilili, da zgradijo preusmeritev ceste - zaradi tega je namerna gradnja na takšni lokaciji videti malo verjetna

### Protiargumenti

#### Premik Angelov / družina Angelos
V sodobnem času je Cerkev iskala jezikovni izvor zgodbe v plemiški družini, imenovani "Angelos", ki naj bi bila odgovorna za prenos. Obstajajo bas reliefi iz 16. stoletja, ki nakazujejo, da je bila Sveta hiša prepeljana po morju. Maja 1900 je papeški zdravnik Giuseppe Lapponi navedel, da je v vatikanskih arhivih prebral dokumente, ki kažejo, da so člani plemiške bizantinske družine po imenu Angelos rešili kamne hiše pred muslimanskim opustošenjem in jih prepeljali v Loreto. V drugem koraku, konec leta 1294, je Nikefor, vladar Epira iz družine Angelos (v italijanščini: Niceforo Angeli), poslal opeke v Italijo kot poročno darilo za svojo hčer, ki se je poročila s princem Filipom, sinom kralja v Neaplju, oktobra istega leta. V grščini in latinščini družinsko ime Angelos / Angeli pomeni "angeli". Kamni, za katere raziskovalci menijo, da so verodostojni, so še vedno vidno označeni z rimskimi številkami, s praskami ali s premogom, kar kaže na to, da so bile tri stene skrbno razstavljene z namenom, da jih zvesto sestavijo na drugem mestu, kar se je tudi dejansko zgodilo. Tradicionalni datum čudežnega prenosa, 12. maj 1291, je združljiv z zgodovinskimi datumi - pristaniško mesto Acre, prestolnica križarjev, je padlo šest dni pozneje, kar je teoretično omogočilo pošiljanje kamnov, ko so jih odpeljali z vozom od Nazareta do pristanišča Acre.
Arheološka izkopavanja so bila izvedena v letih 1962–65. Med številnimi kovanci, najdenimi pod zgradbo, sta bila dva z napisom »Gui Dux Atenes«. To je Guy II. de la Roche, regent Aten od 1280 do 1287. Njegova starša sta bila frankovski plemič William I., vojvoda Aten in aromunska grška princesa Helena Angelina Komnene, hči Janeza Doukasa, princa iz Tesalije, znanega tudi kot Janez Angelos. Po materi je bil Guy v sorodu z bizantinskimi družinami Komnenov in Doukas, cesarjev Konstantinopla in Epira. Helena je bila regentka vojvodine Aten od smrti svojega moža leta 1287 do polnoletnosti njenega sina leta 1294, ki je pokrivala celotno časovno obdobje prenašanja Svete hiše iz Nazareta, v Epir, v Recanati (Loreto). Prisotnost obeh kovancev je dokaz, da je družina Angelos, znana v italijanščini Angeli in kasneje kot De Angeli, nadzirala dogodek. Zakon Recanati je kategorično prepovedal gradnjo kakršnih koli objektov na javnih cestah in predvideval njihovo takojšnje rušenje; samo posredovanje zelo visoke avtoritete bi lahko privedlo do začasnega suspenza zakona, kot se je očitno zgodilo v tem primeru. Arheološka preiskava je ponudila dodatne dokaze tako za izvor kamnov iz Nazareta kot tudi za njihovo ponovno sestavljanje v Loretu, kjer je bilo mogoče zaznati več faz nosilne konstrukcije za tristensko konstrukcijo.

#### Kronološka vprašanja in pozni izvor
Dokumentirano zgodovino hiše je mogoče zaslediti šele ob koncu križarskih vojn, okoli 14. stoletja. Zgodnje kratko sklicevanje je v Italia Illustrata Flavija Blondusa (1392–1463), tajnika papežev Evgena IV., Nikolaja V., Kaliksta III. in Pija II.; v celoti jo lahko preberemo v Redemptoris mundi Matris Ecclesiæ Lauretana historia, ki jo vsebuje Opera Omnia (1576) Baptista Mantuanusa.
Po besedah Herberta Thurstona je v nekaterih pogledih lauretanska tradicija »obremenjena s težavami najhujših vrst«, ki so bile omenjene v delu iz leta 1906 na to temo. Obstajajo dokumenti, ki kažejo, da je cerkev, posvečena Presveti Devici, obstajala v Loretu že v 12. in 13. stoletju, torej 180 let pred časom domnevnega prenosa; o domnevnem čudežnem prenosu Svete hiše iz leta 1472 ni omembe.

### Kip pred teorijo legend =
Thurston namiguje, da so nekateri pobožni kristjani prinesli čudežni kip ali sliko Madone iz Tersattoa v Iliriji (natančneje: Dalmaciji) v Loreto, nato pa so ga pomešali s starodavno rustikalno kapelo, v kateri je bilo pristanišče, čaščenje, ki je bilo prej dodeljeno kipu, ki je nato prešel v stavbo.

## Zgodovina
Leta 1797 so Napoleonove čete cerkev oplenile. Zakladnica je bila izpraznjena, bodisi izropana s strani vojakov, bodisi papeža, ki je potreboval denar za plačila, ki jih je zahtevala Tolentinska pogodba, ki jo je podpisal z Napoleonom. Kljub temu so do leta 1821 Črno Madono vrnili iz Louvra preko Rima in zakladnica je bila spet napolnjena z dragocenimi darovi.

### Papeška podpora
Papeška podpora loretski tradiciji prihaja razmeroma pozno. Prva bula, ki omenja prenos, je prevod Julija II. iz leta 1507) in je precej zadržan izraz. Julij uvaja klavzulo ut pie creditur et fama est, »kot se pobožno verjame in poroča, da je«.
4. oktobra 2012 je Benedikt XVI. obiskal svetišče, da bi obeležil 50. obletnico obiska Janeza XXIII. Benedikt je ob svojem obisku Svetovno škofovsko sinodo in leto vere uradno zaupal Devici iz Loreta.
Papež Frančišek je 20. junija 2020, med praznikom Marijinega brezmadežnega Srca, loretskim litanijam dodal tri invokacije: Mati usmiljenja, Mati upanja in Tolažba migrantov. Kasneje je odobril podaljšanje loretskega jubilejnega leta na leto 2021. Jubilejno leto označuje 100. obletnico uradne razglasitve Loretske Matere Božje za zavetnico pilotov in letalskih potnikov. Začelo se je 8. decembra 2019 in naj bi se končalo 10. decembra 2020, na praznik Marije Loretske, vendar je bilo zaradi motenj zaradi koronavirusa podaljšano na 10. december 2021.

## Podobne tradicije
Konkurenčna tradicija pravi, da je bila lokacija Marijinega oznanjenja na ali blizu mesta sedanje bazilike Marijinega oznanjenja, katere nižja raven ima Jamo Marijinega oznanjenja, ki naj bi bila ostanki Marijinega doma iz otroštva. (Na mestu Marijinega doma iz otroštva naj bi bila zgrajena tudi cerkev svete Ane v Jeruzalemu.).  Vendar zagovorniki Loreta trdijo, da sta bili Sveta hiša in Jama prvotno del istega stanovanja.
Svetišče v Walsinghamu je glavno svetišče Blažene Device v Angliji. Legenda o "Hiši naše Gospe" (zapisana okoli leta 1465 in posledično prej kot loretsko izročilo prenosa) domneva, da je bila v času sv. Edvarda Spoznavalca v Walsinghamu zgrajena kapela, ki je natančno reproducirala dimenzije Svete hiše iz Nazareta. Ko je mizarji niso mogli dokončati na izbranem mestu, so jo premaknile in postavile angelske roke dvesto metrov stran.

## Čaščenje
Loretska Mati Božja je naslov Device Marije glede na Sveto hišo v Loretu in sliko, prikazano v njej.
V 17. stoletju je bila odobrena maša in marijanska litanija. "Loretske litanije" so litanije Blažene Device Marije, ena od petih litanij, ki jih je Cerkev odobrila za javno recitacijo.
Ruska ikona Matere božje "Dodatek uma" temelji na podobi Loretske.

### Praznik
Oktobra 2019 je papež Frančišek obnovil univerzalni rimski koledar, praznik Marije Loretske, kot neobvezni spomin, ki se spominja 10. decembra.

### Zavetnik
Leta 1920 je papež Benedikt XV. razglasil Madonno iz Loreta za zavetnico letalskih popotnikov in pilotov.

### Ikonografija
Sveta hiša je občasno predstavljena v verski umetnosti, ko jo nosijo angeli.

## V popularni kulturi
Ker je Loretska Mati Božja zavetnica letalcev, je Charles Lindbergh na let čez Atlantik vzel s seboj njen kipec, Apollo 8 pa je na svojem letu na Luno nosil medaljon iz Loreta. 